# Dicrania laevipennis
Dicrania laevipennis är en skalbaggsart som beskrevs av Moser 1921. Dicrania laevipennis ingår i släktet Dicrania och familjen Melolonthidae. Inga underarter finns listade i Catalogue of Life.